# Club El Talar
El Club El Talar es una entidad deportiva de Argentina con sede en el barrio de Agronomía, ciudad de Buenos Aires. El club se encuentra afiliado a la Confederación Argentina de Básquetbol, a la Asociación de Clubes de Básquetbol y en la Asociación del Futbol Argentino y participa en la La Liga Argentina, la segunda categoría del baloncesto masculino argentino, además de en la Liga Femenina de Básquetbol, la máxima categoría femenina. En el ámbito del fútbol sala, el club participa en las ligas correspondientes al Campeonato de Futsal AFA actualmente disputando la Primera C del futsal argentino.

## Historia
El club fue fundado el 1 de marzo de 1931 por un grupo de amigos que adquirió un lote sobre la avenida Nazca, en una zona conocida como "Los Talares", a partir de la cual decidieron bautizar al club inicialmente como “Unidos del Talar”, y luego con su denominación actual. Más tarde adquirieron cuatro lotes adicionales, uno de ellos sobre la calle Nueva York donde instalaron una cancha de baloncesto y que con el correr del tiempo se convertiría en el edificio principal y sede social.Además de básquet, en el club se practica fútbol (infantil y de sala), patín (artístico o recreativo) y taekwondo.

## Baloncesto masculino
El club a nivel regional se consagró campeón de la Liga Metropolitana organizada por la Federación de Basquet Metropolitano (FeBAMBA) en 2022 y 2023, este último de manera invicta, acumulando 39 partidos sin perder.A nivel nacional, ingresó a la Liga Federal (el tercer escalafón de competencias nacionales) en 2021. En la temporada 2023 llegó a la instancia previa a los cuartos de final, donde fue eliminado por Bochas de Colonia Caroya.La temporada siguiente se consagró campeón del torneo tras derrotar a Centenario 72-70 en el último segundo.Finalizar entre los dos primeros del campeonato le valió además, un ascenso a la Liga Argentina en la temporada 2024/25.

## Baloncesto femenino
En 2024 hizo su debut en la Liga Femenina, incorporando a jugadoras de experiencia como Luciana Delabarba, Rocío Cejas o Natassja Kolff. Con ese equipo finalizó segundo en la fase regular (detrás de Ferro), ganando 10 partidos y perdiendo cuatro. Tras superar la segunda fase llegó al cuadrangular final, donde se consagró campeón del primer torneo de la temporada tras derrotar por 99 a 94 a Ferro como visitante, con 45 puntos de Delabarba.

## Futsal
A lo largo de su historia el club tuvo paso por distintas divisiones del Campeonato de Futsal AFA. En 2015 logró el ascenso a la Primera División "B" (segunda categoría)y dos años después, en 2017, obtuvo el ascenso a Primera A.Allí permaneció hasta el campeonato 2022 donde perdió la categoría. Tras un 2023 con buenos resultados, en donde terminó séptimo en la tabla general e ingresó al torneo reducido por el ascenso, el 2024 lo vio perder nuevamente la categoría, por lo que disputará la temporada 2025 en Primera C, la tercera división del futsal AFA.

## Palmarés
Rama masculina
- Campeón - Liga Metropolitana 2022
- Campeón - Liga Metropolitana 2023
- Campeón - Liga Federal de Básquetbol 2024

Rama Femenina
- Campeón - Temporada 2024/25 de la Liga Femenina de Básquetbol (Torneo Apertura)